# Asthenodipsas tropidonotus
Asthenodipsas tropidonotus es una especie de serpientes de la familia Pareatidae.

## Distribución geográfica
Es endémica de Sumatra.

## Estado de conservación
Se encuentra amenazada por la pérdida de su hábitat natural.